# Gjonç
Gjonç – wieś położona w południowo-wschodniej części Albanii w gminie Qendër Ersekë. Wieś znajduje się 136 kilometrów od stolicy państwa, Tirany.